# Enhjärtbladiga växter
Enhjärtbladiga gömfröväxter (Monocotyledonae, kallas också Liliopsida) omfattar olika liljeartade växter med gräslikt utseende, flera av familjerna är vattenlevande, och även andra växter såsom palmer och bananväxter. De enhjärtbladiga växterna kännetecknas bland annat av tretaliga blommor, parallellnerviga blad (bananväxter m fl är undantag), avsaknad av huvudrot, stjälkar och stammar utan sekundär tjocklekstillväxt, samt groddplantor med ett hjärtblad. Även ledningssystemen i stjälken sitter oftast spritt jämfört med cirkelformat hos tvåhjärtbladiga växter. Enhjärtbladiga växter har utvecklats från numera utdöda representanter av tvåhjärtbladiga växter.